# Fernando Medina (Fußballspieler)
Fernando Arturo Medina Castro (* 20. August 1962) ist ein ehemaliger chilenischer Fußballspieler. Der Abwehrspieler gewann mit der B-Nationalmannschaft die Silbermedaille bei den Panamerikanischen Spielen 1987.

## Karriere

### Verein
Im Jahr 1985 begann Medina für den CD Magallanes, wo er in der Copa Libertadores 1985 spielte. Zwei Jahre später spielte der Abwehrspieler bei Everton. 1989 war er bei CD Palestino aktiv. Im Jahr 1990 wechselte er zum CD Lozapenco. 1993 spielte er für Deportes Melipilla und von 1995 bis 1996 beim CD Cobresal.

### Nationalmannschaft
Im August 1987 war Medina im Kader der chilenischen B-Nationalmannschaft, die bei den Panamerikanischen Spielen in Indianapolis antrat. Dort gewann La Roja die Silbermedaille, nachdem sie im Halbfinale Argentinien mit 3:2 besiegt und im Finale gegen Brasilien mit 0:2 verloren hatte, und wurde somit Vizemeister des Turniers. Der Sieg gegen Argentinien war der erste Sieg einer chilenischen Männernationalmannschaft gegen den Nachbarstaat.

## Erfolge
Chile B
- Silbermedaille bei den Panamerikanischen Spielen: 1987

Deportes Temuco
- Meister der Segunda División: 1991